# Aanzet (tijdschrift)
Historisch Tijdschrift Aanzet is een viermaandelijks blad van en voor Utrechtse geschiedenisstudenten. Het tijdschrift biedt studenten de mogelijkheid hun eigen onderzoek te publiceren in de vorm van een populair-wetenschappelijk artikel.
Aanzet is opgericht in 1982 en komt, met een korte onderbreking eind jaren negentig, sinds die tijd onafgebroken uit. Het blad wordt uitgegeven door de Utrechtse Historische Studentenkring (UHSK). De redactie bestaat uit studenten geschiedenis van de Universiteit Utrecht.
Ieder nummer bevat vier artikelen. De basis van de artikelen zijn papers of scripties, die door de student samen met de redactie worden omgeschreven tot een populair-wetenschappelijk artikel. Daarnaast zijn er een aantal rubrieken. Ook verzorgt de redactie recensies van historische boeken, films of exposities.
De redactie wordt van advies voorzien door de redactieraad, bestaande uit medewerkers van het departement Geschiedenis van de Universiteit Utrecht.
Andere academische historische tijdschriften in Nederland die voornamelijk door studenten worden geredigeerd zijn Leidschrift (Leiden), Groniek (Groningen), Ex Tempore (voorheen ET/VT, Nijmegen) en Skript (Amsterdam).